# Jean-François Reubell
Jean-François Reubell nebo Rewbell (6. října 1747, Colmar – 24. listopadu 1807, tamtéž) byl francouzský politik a diplomat za Francouzské revoluce, v letech 1795–1799 člen Direktoria.

## Životopis
Jean-François Reubell se narodil jako syn právníka. Pokračoval v otcově profesi a před revolucí zastával funkci u Nejvyššího soudu v Colmaru.
V roce 1789 zvolil třetí stav volebního obvodu Colmar právníka Reubella jako svého zástupce do generálních stavů. Dne 8. května 1789 Reubell jako první vyzval k uznání třetího stavu na národ a následně 17. května uvítal návrh Emmanuela-Josepha Sieyèse prohlásit třetí stav za Ústavodárné národní shromáždění. V srpnu 1789 se Reubell aktivně podílel na vypracování Deklarace lidských a občanských práv, ale byl jedním z nejtvrdších odpůrců emancipace židů. Použil přitom směs tradičních protižidovských stereotypů s novějšími předsudky z diskurzu osvícenství. Obviňoval židy z lichvy a vykořisťování venkovského obyvatelstva, že jsou ve skutečnosti Afričané (obvinění, které sahá až k Voltairovi). V Alsasku jako separatisté ohrožují jednotu národa a vykazují pohrdání všemi nežidy.
Reubell odsoudil králův útěk v červnu 1791. Po masakru na Martově poli a rozkolu v Jakobínském klubu v červenci 1791 vstoupil do klubu feuillantů. Působil jako generální prokurátor, později jako generální tajemník departementu Haut-Rhin, které ho v září 1792 zvolilo zástupcem do Národního konventu. Tam Reubell hlasoval pro popravu Ludvíka XVI.
V lednu 1793 byl Reubell vyslán na misi k rýnské armádě a do Mohuče. Spolu s Nicolasem Haussmannem a Merlinem de Thionville přijel koncem prosince 1792 nebo začátkem ledna 1793 do Mohuče, aby prosadil vytvoření revoluci vstřícných správ (obcí) ve městech a generální správy pro celou okupovanou oblast. Georg Forster, tehdejší redaktor Die Neue Mainzer Zeitung oder Der Volksfreund, informoval o slavnostním přijetí tří komisařů. Stejně jako Custine se komisaři usídlili v bývalém arcibiskupském sídle, kurfiřtském zámku, kde 23. října 1792 založili Společnost přátel svobody a rovnosti – první jakobínský klub v Německu. Během vlády jakobínů (1793/94) se Reubell držel v pozadí a místo toho se v Alsasku věnoval obchodu. Po Thermidorském převratu v červenci 1794 podporoval Reubell očištění vlády od jakobínů a uzavření jejich klubu.
Dne 1. listopadu 1795 byl Reubell zvolen do správní rady a pověřen oddělením zahraniční politiky, financí a jurisdikce. Důrazně se stavěl proti katolické církvi a ukázal se jako schopný obránce republiky. Z důvodů vojenské bezpečnosti obnovil politiku prosazování francouzských „přirozených hranic“ a vytváření sesterských republik na jejich obranu. Oblasti dobyté Napoleonem Bonapartem v italském tažení 1796/1797 měly být vyměněny za oblasti na levém břehu Rýna. Reubell doufal, že to Alsasku poskytne lepší ochranu, ale Bonapartova předběžná mírová smlouva v Leobenu zmařila jeho plány zahraniční politiky. Poté Reubell napsal velkou část základních zákonů Římské a Helvétské republiky.
Tři direktoři, Barras, La Revellière-Lépaux a Reubell, s pomocí generálů Hocheho a Bonaparta provedli 4. září 1797 úspěšný Fructidorský převrat. Reubell byl však 9. dubna 1799 vyloučen z Direktoria a nahrazen Sieyèsem. Brumairový převrat 9. listopadu 1799 ukončil Reubellovu politickou kariéru. Vrátil se do Colmaru, kde zemřel 23. listopadu 1807.